# Púixkino (Krasnoiarsk)
|  | Per a altres significats, vegeu «Púixkino». |

Púixkino (en rus: Пушкино) és un poble del krai de Krasnoiarsk, a Rússia, segons el cens del 2010 tenia 87 habitants. Pertany al districte municipal d'Àban.